# Les Technopères
Les Technopères est une série de bande dessinée se déroulant dans un univers similaire (voire parallèle) à celui de la série L'Incal. Elle est éditée chez Les Humanoïdes Associés.
Cette bande dessinée raconte, d'une part, la migration de 500 000 jeunes technos, dirigés par Albino le Technopère suprême, d'autre part, par le biais de ses mémoires, le parcours du Technopère jusqu'à ce rang et l'histoire de sa famille.
Albino est accompagné dans ses aventures par Tinigriffi, petite souris à laquelle il se confie et qui participe activement à ses aventures.

## Quête spirituelle
Chaque album développe une étape de la quête spirituelle des personnages. Ces albums font régulièrement référence à des concepts abordés dans des livres écrits par Alexandro Jodorowsky. Pour approfondir, il peut être utile de lire ces différents livres. Parmi eux, on trouve Le théâtre de la guérison ou La tricherie sacrée.
On peut voir dans l'univers décrit par cette histoire une caricature de notre propre monde, dans lequel la technologie (la Secte Techno-Techno) prend le pas sur toute autre valeur.

## Albums
1. La Pré-école Techno (1998)[1],[2]
2. L'École pénitentiaire de Nohope (1999)[3]
3. Planeta Games (2000)[4]
4. Halkattrazz, l'étoile des Bourreaux (2002)[5]
5. La Secte des Techno-évêques (2003)[6],[7]
6. Les Secrets du Techno-Vatican (2004)[8]
7. Le Jeu parfait (2005)[9]
8. La Galaxie Promise (2006)[10]

## Publication

### Éditeurs
- Les Humanoïdes associés : tomes 1 à 8 (première édition des tomes 1 à 8)
- La série est sortie aux États-Unis en 2004 chez DC comics sous le nom de Technopriests.